# StEG II 141–142
Die Dampflokomotivreihe StEG II 141–142 war eine Schnellzug-Schlepptenderlokomotivreihe der Staats-Eisenbahn-Gesellschaft (StEG), einer privaten Eisenbahngesellschaft Österreich-Ungarns.

## Geschichte
Die StEG ließ zwei Stück dieser als Kategorie Ib bezeichneten Lokomotiven 1888 in ihrer eigenen Fabrik als Type 100 bauen.
Im Vergleich zu den Reihen I und Ia hatten sie größere Rostflächen, um schlechte Kohlen besser auszunutzen.
Der Kessel hatte trotz ähnlicher Abmessungen eine gänzlich andere Gestalt.
Die Maschinen dieser Reihe waren in Wessely stationiert.
Nach der Trennung der StEG in den österreichischen und in den ungarischen Teil, verblieben die Loks im österreichischen Teil (StEG-Reihe 23.51–52).
Sie kamen 1909 im Zuge der Verstaatlichung der StEG als Reihe 105 zu den k.k. österreichischen Staatsbahnen (kkStB) und in weiterer Folge zur BBÖ, die sie 1925 und 1927 ausmusterte.